# 北見北上インターチェンジ
北見北上インターチェンジ（きたみきたがみインターチェンジ）は、北海道北見市にある北見道路のインターチェンジ (IC)（地域活性化インターチェンジ）である。北見中央IC方面のみ利用可能なハーフインターチェンジとなっている。

## 歴史
- 2013年（平成25年）12月24日：地域活性化インターチェンジとして供用開始[1][2]。

## 周辺
- 北海道糖業
  - 北見製糖所
  - バイオ生産部北見工場
- 北海道立北見高等技術専門学院
- 野付牛自動車学校

## 接続する道路
- 直接接続
  - 北海道道27号北見津別線
- 間接接続
  - 北海道道50号北見置戸線

## 隣
E61 北見道路
(1) 北見西IC - (1-1) 北見北上IC - (2) 北見中央IC